# Sanctification du nom de Dieu
La sanctification du nom de Dieu (en hébreu : קידוש השם, kiddoush hashem « sanctification du nom ») désigne dans le judaïsme ce qui survient lorsqu’un ou des Juifs haussent ou rehaussent le prestige de celui qui les a élus pour porter témoignage de sa providence, son enseignement et ses voies.
Antithèse de la profanation du nom de Dieu (hilloul hashem), le kiddoush hashem est considéré dans le judaïsme rabbinique comme une prescription religieuse du plus haut degré. Il a pris, au cours de l'histoire juive, une connotation particulière, celle du sacrifice de soi plutôt que de profaner.

## Lekiddoush Hashemdans la pensée juive

### Sources et mise en œuvre
« Vous ne profanerez pas Mon Nom de sainteté et Je serai déclaré Saint au milieu des fils d'Israël. »

— (Lv 22,32.)
Ce verset consiste en l'interdiction de porter atteinte à la sainteté (héb. קדושה kedoushah) de Dieu, pour que son Nom ne soit pas profané devant les nations, dont l'expression se trouve dans le verset : « pourquoi les nations diraient-elles : Où est leur Dieu ? » ( 79,10).
Un peu plus loin, lors de l'épisode de la roche de Meriva ( 20,8-12), Dieu demande à Moïse de parler au rocher afin qu'en sorte de l'eau. Cependant, Moïse, au lieu de parler au rocher, le frappe par deux fois. Il en sortit de l’eau mais Moïse se voit privé de l’accès à la Terre d’Israël pour n'avoir pas sanctifié le Nom de Dieu, en parlant au rocher devant tout Israël.
Un kiddoush Hashem désigne donc tout acte par lequel on est amené à reconnaître et louer le Dieu d'Israël. Le Talmud (Yeroushalmi Baba Metsia 4:5) prend l'exemple d'une conduite éthique exemplaire pour l'illustrer :

« Et qu'est un kiddoush Hashem ? Shimon ben Sheta'h envoya ses disciples acheter un âne à un idolâtre à Ashkelon. Ils se réjouirent lorsqu'ils trouvèrent un bijou dans la besace de l'âne, le voyant comme la Providence divine récompensant leur maître. Cependant, lui le leur fit restituer. Lorsqu'ils le firent, l'idolâtre s'exclama « Béni soit le Dieu de Shimon ben Sheta'h » »

Par son élection, Israël, « dynastie de prêtres », est chargé de sanctifier le Nom de Dieu - « Ce peuple, Je l'ai formé pour Moi, pour qu'il publie Ma gloire » - et cela consiste à le servir en obéissant à la Loi qu'il lui a donnée, à travers le culte, le rejet des idoles, l’amour du prochain et l’étude de la Torah. La participation humaine au kiddoush Hashem s'accomplit ainsi par différents moyens qui vont de la conduite exemplaire en passant par la prière jusqu'au martyre, répondant ainsi à la nécessité de faire de ce monde un lieu de sainteté. 
Le hilloul Hashem est donc a contrario un acte menant l'autre à demander soit « Où est ton Dieu ? », soit « Ton Dieu t'a-t-Il prescrit cela ? ». L'effacement du Nom divin de quelque endroit s'assimile à un hilloul Hachem.

### Formes

#### Conduite exemplaire et morale
La sanctification du Nom honore Dieu et sa Torah dont il faut suivre les prescriptions. L'homme doit non seulement se comporter conformément à la loi mais faire acte de moralité avec un surcroît d'exigence. La Tossefta (BQ 10,15) établit que le vol d'un non-Juif est un crime supérieur à celui de voler un Juif car il implique la profanation du Nom.

#### Prière
Le kidouch Hachem s'exprime également par la récitation de la prière, qui est par essence une sanctification du Nom divin, à travers deux formes liturgiques : kedoucha et le Kaddich qui se réfère, presque de manière littérale, à la sanctification du Nom.

#### Autres
D'autres formes de kiddoush Hashem figurent dans la littérature midrashique et semblent associées au sacrifice de la vie :
- L'un des premiers et plus grands kiddoush Hashem mentionnés dans la Torah est la ligature (parfois appelé « sacrifice ») d'Isaac. En effet, la narration de cet acte devrait susciter, entre autres, chez le lecteur, une admiration de ce Dieu devant lequel Abraham ne se dérobe pas.
- Bereshit Rabba 38, 13 : quelques années plus tôt (mais il s'agit ici d'une interprétation talmudique, et non du Texte lui-même), le même Abraham détruit les idoles vendues par son père, Terah, qui le livre au roi Nimrod. Ce dernier ordonne à Abraham d'adorer le feu puis, face à son refus, le fait précipiter dans une fournaise ardente d'où il sort indemne. 
Il ne s'agit évidemment pas d'un récit dont l'historicité est établie, mais d'une reconstruction à partir de versets.
- Lors de la fameuse traversée de la mer Rouge, Na'hshon ben Aminadav, chef de la tribu de Juda, s'illustre en sautant le premier dans les eaux, avec une foi inébranlable en une intervention divine (Bamidbar Rabba 12, 26) :

« Rabbi Yehouda dit [à Rabbi Meïr] : Na'hshon ben Aminadav s'élança alors dans les flots […] C'est de Na'hshon qu'il est question dans le passage qui dit « Sauve-moi, ô Dieu ! Car les eaux menacent ma vie […]. Ne permets pas que je sois submergé par la violence des flots, englouti par le gouffre ; que la bouche de l'abîme ne se referme pas sur moi. »

— (Ps. 69, 2-15) (Sota 37a)
Or, cette association pourrait paraître curieuse, au vu du grand prix que le judaïsme attache à la vie.

#### Suicide, martyre et sacrifice de soi
Le suicide est considéré par le judaïsme comme un acte contre nature, la vie, et la vie humaine en particulier étant un privilège divin. Les Sages n'ont pas hésité à déclarer que la sauvegarde d'une vie a plus d'importance que tous les commandements, y compris le Shabbat (c'est le principe de פיקוח נפש pikkouah nefesh).
Lorsqu'on établit formellement la cause de la mort d'un individu par suicide, il n'a alors pas droit à la traditionnelle marque d'honneur réservée aux morts. Encore faut-il qu'il s'agisse d'une intention délibérée de mettre fin à ses jours, et non d'une pulsion irrésistible ou d'un sacrifice de soi.

##### Une pulsion irrépressible
Six cas de suicides sont rapportés de manière lapidaire dans le Tanakh (la Bible hébraïque) : ceux d'Abimelekh (Juges 9, 52-54), de Samson (Juges 16, 28-31), du roi Saül et de son ordonnance (I Sam. 31:4), d'Ahitophel (II Sam 17: 23), et de Zimri (I Rois 16 : 18). 
Abimelekh, Saül et son aide ont utilisé leur glaive ; Ahitophel s'est pendu, Zimri a incendié son palais et Samson est tombé au milieu des ruines de l'édifice où il était enchaîné.
De tous, le cas le plus célèbre est celui de Saül. La tradition dit à son sujet : anouss keshaoul, c'est-à-dire : « contraint comme Saül ». Saül se sait condamné à la mort, mais surtout au déshonneur et à la profanation s'il est capturé ou exécuté. Le suicide est donc la seule solution envisageable.

##### Le sacrifice de soi
La frontière entre sacrifice de soi (héb. מסירות נפש, messirout nefesh) et suicide est assez difficile à établir.[réf. nécessaire] Le cas type du sacrifice est celui de Hananiah, Mishaël et Azariah (Dan. 3, où ils portent les noms de Chadrac, Mêchac et Abêd-Nego).
Refusant d'honorer une statue en or érigée par le roi Nabuchodonosor II, ils sont ligotés et précipités dans une fournaise ardente, de laquelle ils ressortent miraculeusement indemnes (ce récit a sans nul doute influencé le midrash d'Abraham décrit plus haut) : Hananiah, Mishaël et Azariah choisirent la mort plutôt que de pratiquer l'idolâtrie.

#### Les cas où le suicide est unkiddoush Hashem
Le judaïsme ne préconise pas le martyre pour arriver à la sainteté mais les Sages, se basant sur ce précédent, ont donc formulé au IIe siècle au synode de Lod trois limites au pikkouah nefesh, trois principes fondamentaux pour lesquels le Juif doit être prêt à mourir plutôt que de les transgresser (yéhareg vèlo ya'avor) :
- l'idolâtrie
- les transgressions sexuelles comme l'inceste ou l'adultère (gillouï arayot)
- le meurtre (Sanh 74a)

L'association du concept de kiddoush Hashem au martyre est beaucoup plus tardive. Ce n'est qu'à partir des livres des Maccabées et de la littérature tannaïtique qu'une relation est établie entre le concept et la mort dans le cadre de l'accomplissement d'un commandement. Il existe bien deux figures mythiques mais dont les récits ont été écartés du canon biblique juif et repris par la tradition chrétienne : Eleazar le scribe et Hannah et ses sept fils (le nom de Hannah a été attribué au Moyen Âge) dans le deuxième livre des Maccabées dont le texte a été rédigé à l'origine en grec (2 Macc. 6, 18 et 7).
L'une des prières centrales du judaïsme, le Shema est devenue emblématique des Juifs au martyre : ils meurent en effet en proclamant Son Unité (par opposition aux panthéons polythéistes) et l'unité de Son Nom (en opposition à la doctrine trinitaire). De plus, l'idée de s'engager dans la proclamation de Son Nom jusqu'au sacrifice de sa vie (si on y est absolument contraint) est suggérée dans le second verset de la prière :

« Tu aimeras l'Éternel ton Dieu, de tout ton cœur, de toute ton âme et de toutes tes forces. »

— (Deut. 6, 5)
Il a été suggéré que la prière du Kaddish était également récitée par les martyrs rendant leur dernier souffle, « consolant de la sorte l’assistance en exprimant leur foi en la Rédemption et en la venue du Messie « de nos jours et de notre vivant » ».

## Période hellénistique
En l'an 167 avant l'ère chrétienne, le roi Antiochus IV Épiphane interdit l'accomplissement des commandements (מצוות en héb. mitsvot) de la Torah en terre d'Israël. Le décret (גזרה en héb. gezérah) royal est rapporté en ces termes dans le premier livre des Maccabées : 

« Le roi envoya des lettres par messagers à Jérusalem et aux villes de Judée, leur enjoignant de suivre des lois étrangères au pays, d'interdire les holocaustes, les sacrifices et les libations du sanctuaire, de profaner les shabbatot et les jours de fête, d'élever des autels, des sanctuaires et des idoles, d'offrir des porcs et des animaux impurs, de ne pas faire circoncire leur fils, d'oublier la Torah et de modifier toutes les lois. Quiconque n'agira pas selon l'ordre du roi sera mis à mort. »

— (1 Macc. 1, 44-49)
Le 25 kislev 167 av. EC, une statue de Zeus olympien est installée dans le Temple de Jérusalem et, dix jours plus tard, des sacrifices y sont offerts à la divinité. Les autorités interdisent aux Juifs de faire circoncire leurs fils et d'observer le shabbat sous peine de mort puis les forcent à honorer les idoles et à manger du porc. Les persécutions décrétées par Antiochus dureront trois ans et demi. Une partie des habitants de Judée refusèrent de se soumettre et préférèrent mourir plutôt que de transgresser la loi juive. Parmi ceux-ci, sept frères, arrêtés avec leur mère, furent contraints par le roi à prendre de la viande de porc interdite par la Loi, roués de coups de fouet et de nerf de bœuf. L'un d'eux, se faisant leur porte-parole, dit :   

« Que vas-tu nous demander et apprendre de nous ? Nous sommes prêts à mourir plutôt que de violer les lois de nos pères. »

— (2 Macc. 7, 1-2)

## Période romaine

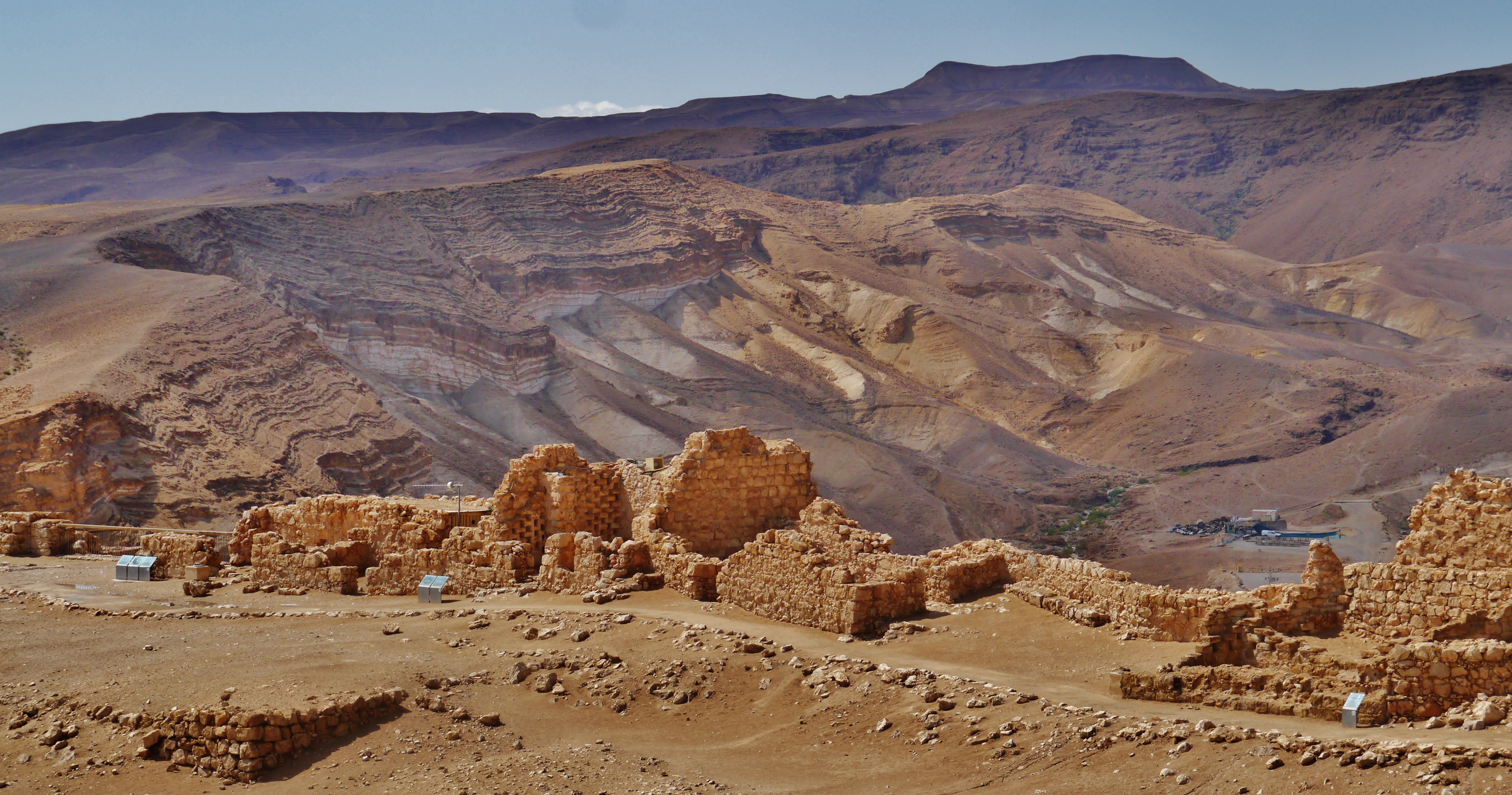
Ruines de Massada, Israël

En 41, le césar Caligula ordonne que soit disposée une statue à son effigie dans chaque lieu de culte de l'Empire romain. Les Juifs refusent de dresser sa statue dans le Temple de Jérusalem. Caligula ordonne alors de les contraindre par la force et, en cas d'opposition de la part des Juifs, d'étouffer dans le sang la révolte et de réduire la population en esclavage. L'assassinat de Caligula met fin au risque de soulèvement.
En l'an 73, trois ans après la destruction du second Temple de Jérusalem, à la fin de la Grande Révolte contre les Romains, la Xe légion et des troupes auxiliaires cernent Massada, une forteresse sur un éperon rocheux, dressé à 450 mètres au-dessus de la Mer Morte. Bien approvisionnée en vivres, en eaux et en armes, près de 1 000 personnes, des combattants et leurs familles, ont trouvé refuge à Massada et résistent à des assiégeants dix fois plus nombreux. Une rampe est dressée contre le versant ouest et des machines de guerre y sont hissées. Isolés et ne pouvant faire face à la supériorité numérique et technique des forces romaines, Eleazar ben Yair appelle ses compagnons d'arme à se suicider plutôt que d'être pris vivants par l'ennemi. Ce récit, qui n'est pas considéré comme un kiddoush Hashem, est parvenu jusqu'à nous. L'idéologie sioniste accorda, dans un premier temps, une dimension toute particulière à cet épisode tragique, un exemple à suivre évoquant l'héroïsme et l'esprit de sacrifice jusqu'au-boutiste.
Dans son livre, La Guerre des Juifs, Yossef ben Matityahou (Flavius Josèphe) rapporte ainsi les paroles Eleazar ben Yair :

« Ne nous rendons pas indignes de la grâce que Dieu nous donne de pouvoir mourir volontairement et glorieusement étant encore libres. (...) Que nos femmes meurent avant d'être soumises aux outrages et nos enfants avant d'avoir goûté à l'esclavage ; après les avoir tués, rendons-nous mutuellement le service de conserver notre liberté en un digne monument funéraire. »

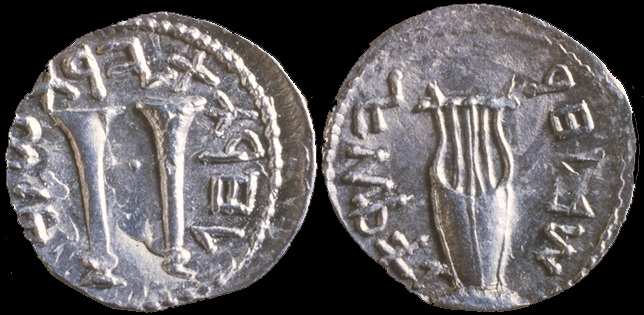
Denier frappé de l'an 2 de la libération d'Israël, lors de la révolte de Bar Kokhba en Judée,132-135

En l'an 132 éclate la révolte de Bar Kokhba. Le césar Hadrien interdit aux Juifs de pratiquer la circoncision et envisage d'ériger sur les ruines de Jérusalem une nouvelle ville païenne, Ælia Capitolina, et un temple dédié à Jupiter, Junon et Minerve. Soutenu par Rabbi Akiva, Bar Kokhba (en fr. fils de l'étoile) prend la tête de la révolte qui entraîne un terrible carnage. Selon la tradition rabbinique, elle aurait eu pour conséquence le lancement d'une vaste persécution (שמד en héb. shmad) à l'encontre des Juifs par Hadrien. Après trois ans et demi d'insurrection, Bar Kokhba trouve refuge avec ses partisans dans la place forte de Betar qui serait tombée le 9 Av 135.
Selon la tradition, dix sages juifs furent torturés et martyrisés sur les ordres d'Hadrien. Le mythe littéraire des Dix mis à mort de l'Empire (עשרה הרוגי מלכות en héb. asarah harougei malkhout) repose sur plusieurs midrashim, en particulier le midrash médiéval elleh ezkérah. L'empereur romain étudiait le livre de la Genèse et, arrivé au passage relatif à la vente de Joseph qui fut enlevé et vendu par ses frères comme esclave, demanda aux sages de la génération ce que prescrivait la Loi juive comme châtiment pour les coupables. Hadrien affirma que puisque ses frères ne furent pas exécutés, les dix sages devaient être mis à mort. Parmi les dix se trouvaient Rabbi Akiva, Rabbi Ishmaël ou encore Rabbi Shimon ben Gamliel I. Sur le plan historique, ces sages ne vivaient pas tous à la même époque et de nombreuses erreurs figurent dans le midrash. Même si certains éléments ne sont pas fondés, le récit légendaire a été intégré à la liturgie juive.

## Kiddoush Hashemau Moyen Âge
C'est au Moyen Âge, pendant la première et la deuxième croisades, que nous assistons à une évolution majeure du concept de kiddoush Hashem dans l'histoire juive parmi les communautés établies dans la vallée du Rhin, en Allemagne (אשכנז en héb. ashkenaz) et en France (צרפת en héb. tsarfat).

« Qui a vu et entendu ce que fit cette femme juste et pieuse, Marat Rachel, la jeune fille de Rabbi Isaac, femme de Rabbi Yehoudah. Elle dit à ses amis : « J'ai quatre enfants, ne les épargnez pas de peur que ces incirconcis n'arrivent, les exécutent, et persistent dans leur erreur. Vous sanctifierez également, grâce à eux, le Nom du Dieu Saint. » Une de ses compagnes s'empara du couteau et immola son fils. En voyant le couteau, la mère des enfants poussa un cri profond et douloureux, et se frappa le visage et la poitrine, et s'exclama : « Où est Ta miséricorde, Dieu ? » L'amertume dans l'âme, elle s'adressa à ses amies : « Ne tuez pas Isaac devant son frère Aaron ! Qu'il ne voit pas mourir son frère. » Il lui échappa. La femme saisit le garçon et l'égorgea ; il était petit et très mignon. La mère tendit ses poignets pour recueillir le sang, elle reçut sur ses manches les éclaboussures. Le jeune Aaron, voyant son frère égorgé, cria à sa mère : « Ne me tue pas ! »

— Extrait des chroniques de Rabbi Salomon bar Siméon
La place accordée à la femme par les chroniqueurs juifs est centrale : elle prend une part active dans le combat mené contre les égarés (תועים en héb. to'im) et immole ses propres enfants avec l'assentiment de son mari. Le mythe d'Anne et de ses sept fils est interprété littéralement, de même que l'idée selon laquelle Dieu voit les cendres d'Isaac sur le Mont Moriah. La cendre d'Isaac reste sur l'autel, comme un souvenir perpétuel de son sacrifice. Rachi commente ainsi un verset du passage sur la ligature d'Isaac :

« Pour toutes les générations à venir, sur la montagne Dieu verra la cendre d'Isaac entassée comme un sacrifice expiatoire. »

— (Gen. 22, 14)
Dans ses chroniques, Rabbi Ephraïm bar Yaakov de Bonn mentionne avec une certaine mansuétude une communauté entière de convertis au judaïsme (גרים en héb. guérim) qui furent massacrés « car ils refusèrent de se souiller dans les eaux fétides ».
Rachi fut témoin de ces années de tourmente mais aucune allusion ne se trouve dans son œuvre au sujet des drames qui se produisirent, si ce n'est son tout premier commentaire (Genèse 1:1). Ses successeurs, les Tossafistes, observèrent également le silence, comme si ces tragiques événements s'inscrivaient en une longue et ininterrompue suite de malheurs dans l'histoire de l'exil.
D'après l'historien Israël Yaakov Youval, le sacrifice des enfants par leurs parents aurait joué un rôle non négligeable dans les accusations de meurtres rituels et de profanations d'hosties.
Selon une tradition populaire, le poème liturgique « ounetanneh tokef » aurait été récité pour la première fois par Rabbi Amnon de Mayence, dont les pieds et les mains furent tranchés sur les ordres d'un archevêque pour avoir refusé de se convertir. L'intégration de ce poème, de l'élégie av harahamim et la lecture de longues listes de victimes dans la liturgie ashkenaze soulignent l'importance accordée au kiddoush Hashem.
Par ailleurs certaines communautés possédaient leur propre Memorbuch dans lesquels étaient consignés les événements tragiques (massacres et pogroms) et les noms des victimes fatales. Parfois, des listes étaient ajoutées à la fin du Mahzor du hazzan, parfois à la fin du manuscrit d'une Bible.

## Des victimes des pogroms à celles de la Shoah
En 1648-1649, les émeutes qui accompagnèrent la révolte cosaque dirigée par Bogdan Chmielniski décimèrent les communautés juives d'Ukraine, réduisirent en cendres des centres importants de Volhynie, Lituanie et Pologne. Dans son ouvrage intitulé Le Fond de l'abîme, Rabbi Nathan Nata Hannover décrit les malheurs des victimes. Nombre de Juifs furent massacrés, convertis de force au christianisme ou vendus comme esclaves sur les marchés de Constantinople.

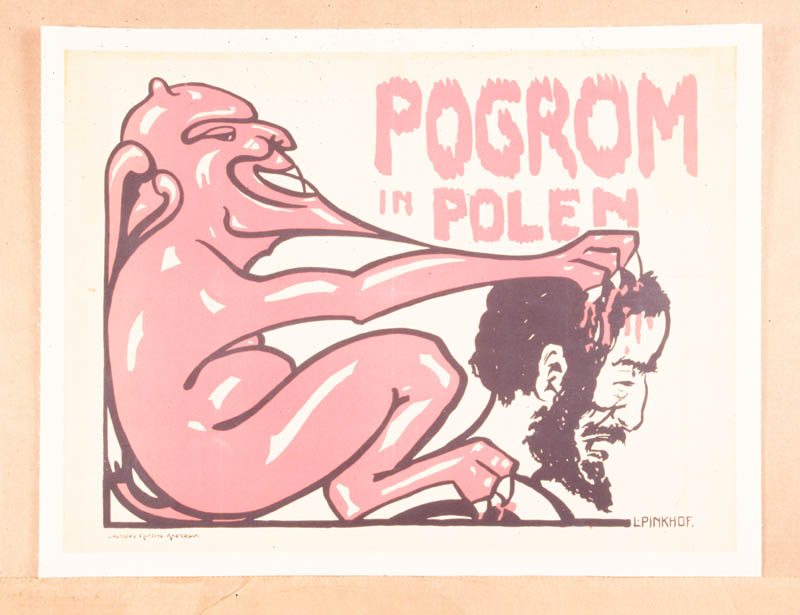
Affiche informant d'un nouveau pogrom en Pologne, début du

Les pogroms qui se déroulèrent après l'assassinat du tsar Alexandre II de Russie, de mars 1881 à avril 1884, feraient presque oublier les trois tragédies qui eurent lieu à Odessa (1821, 1859, 1871). Une première vague de deux cent cinquante-neuf pogroms frappèrent Odessa, Kiev et Varsovie. Des écrivains témoignèrent de la violence, des incendies, des pillages, des viols. Cette plaie béante fut ravivée par les pogroms de Kichinev, en avril 1903, jusqu'à Białystok en juin 1906. Haïm Nahman Bialik, témoin oculaire des vagues de violence à Odessa le 3 mai 1881, crie son horreur et son dégoût :

« Lève-toi, va-t-en dans la ville du massacre, viens dans les cours

Voir de tes yeux et palper de tes mains sur les barrières

Et sur les arbres, sur les pierres et le crépi des murs

Le sang coagulé et la cervelle durcie des victimes (...)

Demain la pluie tombera, le charriera dans un fossé, vers les champs

Le sang ne criera plus des puisards ni des haumiers,

Car il sera perdu dans l'abîme ou abreuvera le chardon

Et tout sera comme avant, comme si de rien n'était. »

— Extrait du poème be'ir haharegah (en fr. Dans la ville du massacre)
De nombreux écrivains et poètes évoquent en hébreu et en yiddish les héros tombés pour la sanctification du Nom divin, appellent à la vengeance, exaltent la bravoure juive et la résistance armée des héros du passé. C'est dans ce contexte que prend forme le sionisme en tant que réaction de survie et d'espoir.
La Shoah a élargi le concept du kiddoush Hashem car les Juifs ne furent pas tués pour leur croyance ou leur refus de se convertir au christianisme mais pour le seul fait d'être juif et d'appartenir au peuple Juif.
Peu de temps avant son exécution par les Nazis, le rav Elhanan Wasserman enseignait à ses élèves :

« Nous devons nous rappeler que nous serons des mekadshei Hashem (en fr. sanctificateurs du Nom) et écarter toute pensée risquant de rendre le sacrifice inacceptable (סול en héb.). Nous accomplissons maintenant la mitsvah la plus importante : la sanctification du Nom divin. Le feu qui consumera nos os est le même qui animera à nouveau le peuple juif. »